# Mihail Dmitrijevič Bonč-Brujevič
Mihail Dmitrijevič Bonč-Brujevič  (ruski: Владимир Дмитриевич Бонч-Бруевич, 24. veljače 1870., Moskva - 3. kolovoza 1956., Moskva) bio je sovjetski vojskovođa, general-poručnik (1944.) te doktor vojnih i tehničkih znanosti. Brat je Vladimira Dmitrijeviča Bonč-Brujeviča.

## Biografija
Na moskovskom Konstantinovskom geodetskom institutu (ruski: Константиновский межевой институт) diplomirao je 1891., a 1892. je završio vojno-nastavni tečaj moskovske pješačke junkerske škole. U razdoblju od 1892. do 1895. godine bio je na službi u Litovskoj gardijskoj pukovniji Ruske armije u Varšavi. Potom je nastavio studije na Akademiji Glavnog stožera, na kojoj je diplomirao 1918. Do rata 1914. služio je kao časnik i kao predavatelj u raznim vojno-nastavnim ustanovama. Postao je pukovnik 1913., a 1914. zapovjednik 176. Perevoločenske pješačke pukovnije u Černogovu.
Poslije ulaska Rusije u Prvi svjetski rat u kolovozu 1914. Bonč-Brujevič je postao general-kvartirmajster (zamjenik načelnika stožera, rukovoditelj operativnog odjela, sadašnja NATO oznaka G3) 3. Armije Jugozapadne fronte pod zapovjedništvom generala Ruskog, zatim stožera Sjeverozapadne fronte. Od siječnja 1915. je general-major. U travnju iste godine postao je načelnik stožera 6. Armije, koja je bila stacionirana u Petrogradu, prvo pod generalom Van der Flitom, a zatim ponovo pod generalom Ruskim. Do kraja 1915. bio je načelnik stožera Sjeverne fronte pod generalom Ruskim i generalom Pleveom. Od ožujka 1916. načelnik je garnizona Pskova, gdje se nalazilo Glavno zapovjedništvo Sjeverne Fronte.
Aleksandar Fjodorovič Kerenski ga je 29. kolovoza 1917. imenovao zapovjednikom Sjeverne fronte, gdje je suzbio Kornilovljev puč. Sredinom rujna 1917. ušao je u sastav Vrhovnog zapovjedništva u Mogiljovu, a 27. rujna 1917. u sastav Savjeta radničkih i vojnih deputata. Od sredine listopada je načelnik garnizona u Mogiljovu.
Bonč-Brujevič je jedan od prvih generala Carske vojske, koji su prešli u službu Crvene armije. Od kraja studenog 1917. do kraja siječnja 1918. bio je prvi Sovjetski načelnik stožera Vrhovnog zapovjedništva. Pod rukovodstvom Lava Trockog, od 4. ožujka do 27. kolovoza 1918. bio je vojni rukovoditelj Vrhovnog vojnog savjeta Crvene armije.
Nakon svršetka Prvog svjetskog rata, do lipnja 1919. Bonč-Brujevič je radio kao docent na Institutu za geodeziju, zatim je rukovodio ustrojavanjem Više geodetske uprave. Od 16. lipnja do kraja 1919. godine, za vrijeme građanskog rata u Rusiji, bio je načelnik Poljskog stožera Revolucionarnog vojnog savjeta Republike.
Do umirovljenja je bio rukovoditelj Kolegija više uprave za geodeziju i izvršavanje posebnih vojnih zadataka.
Pod rukovodstvom Bonč-Brujeviča godine 1925. obrazovan je državni tehnički biro za aerofoto snimanje. U narednom se razdoblju bavio znanstvenim i prosvjetnim radom, a autor je i niza radova iz taktike i vojne povijesti. Pod njegovim općim uredništvom objavljen je 9-tomni referentni priručnik "Geodezija".

## Obitelj
Brat: Vladimir Dmitrijevič Bonč-Brujevič, ruski i sovjetski političar, povjesničar i pisac.

## Vanjske poveznice
- Biografija na web stranici Ministarstva odbrane Ruske Federacije  Arhivirana inačica izvorne stranice od 28. svibnja 2008. (Wayback Machine) (rus.)
- Biografski indeks na stranici www.hrono.ru (rus.)
- "Sva vlast Sovjetima!" - memoari na stranici militera.lib.ru (rus.)
- Kulturno-prosvjetna djelatnost na stranici www.pobeda.ru[neaktivna poveznica] (rus.)